# Hyneria lindae
Hyneria lindar és una espècie extinta de sarcopterigi tetrapodomorf que visqué durant el període Devonià, fa uns 360 milions d'anys. Feia uns quatre metres de longitud i pesava fins a dues tones. Tenia mandíbules potents i dents afilades i podia nedar ràpidament, cosa que en feia un poderós depredador.
També hi ha evidència òssia que tenia aletes potents i potser podia aventurar-se a la terra. Tenia una bona vista i un olfacte agut que usava per detectar preses, com ara grans peixos i fins i tot amfibis primitius com ara Hynerpeton. H. lindae hauria atrapat la presa a la mandíbula i després se l'hauria empassat viva.